# 王国：两位君主
《王国：两位君主》是由托馬斯·范登貝赫和Coatsink开发，Raw Fury于2018年发行的战略游戏。游戏是王国系列的第三作。玩家控制乘着坐骑的君主，从贪婪生物手中保卫自己的王国。君主可以招募国民从事各类劳动，并建造塔楼、城墙等防御设施，抵御夜间袭击王国的一波波贪婪生物。《王国：两位君主》支持单人模式和合作模式，其中合作模式支持两人分屏操控两位君主。
《王国：两位君主》原定为《王国：新大陆》（2016年）的扩展包。但随着作品内容逐渐丰富，开发团队决定将之当新游戏发布。系列创作者范登貝赫希望游戏核心模式转向防御建设，开发人员决定弱化系列前作困难的roguelike机制。团队还采用了制作经济像素风格画面。
《王国：两位君主》于2018年登陆Windows、macOS、PlayStation 4、任天堂Switch和Xbox One平台，2020年登陆iOS和Android平台。游戏所获评价积极。评论称赞游戏的策略性、美术设计和合作模式，但批评作品节奏缓慢。游戏推出6个月内吸引了30余万玩家，Raw Fury也多次推出更新和可下载内容。

## 玩法
《王国：两位君主》是二维横向卷轴画面的战略与资源管理游戏。玩家控制骑座骑的君主建立王国，并抵挡贪婪生物的攻击。游戏有昼夜循环机制，君主白日负责探索与建造，黑夜负责与贪婪生物战斗。君主将收集的金币贮存在袋子中，之后可使用金币扩张国家。君主还可花费金币在王国外的营地中征召新臣民。新召的国民并无工作，君主需要为他们购买相应劳动装备。新招募者如清理土地、建造防御工事的建筑工，种植农作物赚取黄金的农民，猎杀动物赚取货币、攻击敌人的弓箭手。
王国位于电脑生成的关卡中心。夜间，贪婪生物会从左右两侧来袭。君主本身没有防御能力，但他可以花费金币筑墙造塔、雇用弓箭手，抵御一波一波的敌人。没有墙壁来保护，贪婪生物就会窃走村民的硬币和装备，玩家必须再次招募他们。此外贪婪生物也会窃取君主的硬币；如果玩家已无硬币，贪婪生物就会盗走君主的王冠，此亦即游戏结束。和王国系列前作不同，本作中王冠失窃不代表国家覆灭：玩家以“继承人”的身份操控新君主，用部分遭到毁坏王国开始游玩。
君主探索时会遇到孵出贪婪生物、藏有装着硬币或宝石的宝箱的传送门。玩家可使用宝石强化王国，如获得可以乘骑的座骑、会造新建筑的隐士、能强化某些属性的雕像。每个关卡都有沉船，君主将船修好后，就可以在五个岛屿（关卡）之间来往。君主岛屿上发展王国后，将会发现并解锁新技术，从而建造更强大的防御工事和建筑。 随着技术发展，君主最终够制造炸弹破坏贪婪生物源头——各关尽头的传送门。 君主需要组建军队来摧毁传送门，游戏的目标即是消灭全部五座岛屿上的贪婪生物。
《王国：两位君主》可供单人游玩，亦可供两名玩家分屏操控两名君主合作游玩。在合作模式中，两名玩家各自行动，但可以通过互相投掷金币。如果某位玩家失去王冠，则他就丧失了建造的能力，但他可以继续为另一名玩家收集金币。只有双方都失去王冠时，游戏才会结束。

## 开发
《王国：两位君主》由王国系列创始人托馬斯·「諾伊奧」·范登貝赫（Thomas "Noio" van den Berg）和英国工作室Coatsink开发。依原开发计划，作品本是《王国》强化版游戏《王国：新大陆》（2016年）的资料片。但因资料片内容逐渐丰富且又逢延期问题，制作者便将作品当作新游戏来开发。和其他王国系列游戏不同，《两位君主》主要由遊戲發行商Raw Fury联合创始人戈登·范·戴克（Gordon van Dyke）开发，范登貝赫则担任创意总监。两位开发者都希望一改「战胜与撤离」的风格，转而营造一种专注于构筑防御的体验。受《无尽之剑》（2010年）叙事的启发，他们淡化了初代《王国》中较难的Roguelike设计。因此，开发者为鼓励玩家继续游玩，选取了玩家失去王冠后能仍保留大部分建筑的设计。
范·戴克称游戏画面是「现代像素美学」，「取自复古游戏，却不局限于那个时代」。范登貝赫青睐像素画的印象派风格，并称这类图形制作速度快，惟字体设计和图像旋转有些棘手。游戏关卡难度颇高，范登貝赫表示这是「一维」布局限制了玩家的策略。虽然他起初反对添加新货币，但经团队其他成员劝说，他同意在不使现有玩法复杂的前提下添加宝石。
2019年，范登貝赫将王国系列版权销售给Raw Fury，具体费用未披露。此前三年中，他不断将系列控制权让渡给Raw Fury，并决定开展其他项目。系列设计师范·戴克则成为系列的新经理。此时系列已售出超过400万份，而发行6个月的《两位君主》的玩家数则突破30万。Raw Fury为系列未来的资料片和游戏创作了规划蓝图。工作室2020年称，他们的首要任务之一即支持《两位君主》，此后还会发布游戏更新。

## 行销与发行
《王国：两位君主》与2017年PAX West游戏展上首次亮相，展会上开发者演示了新的多人模式。Raw Fury在2018年3月的游戏开发者大会上展示了游戏演示，并宣布游戏预定11月发行，同步发行的还有免费扩展包（DLC）《王国：两位君主：将军》。开发者称《将军》是首波战役设定，将收录新环境、策略和角色等内容。《将军》系日本主题设定，玩家可以征招忍者等新单位。《王国：两位君主》和DLC《将军》于2018年12月11日发行，对应Windows、macOS、PlayStation 4、任天堂Switch和Xbox One平台。
更新内容「挑战岛」于2019年9月2日面世，新增三座岛屿和一种坐骑。2020年4月28日，iOS和Android版游戏发行，同日更新的还有免费设定《王国：死亡之地》。新内容係与2019年类银河战士恶魔城游戏《血污：夜之仪式》的跨界作品，玩家可以使用掌握特殊能力的《血污》主题君主。受《王国：新大陆》中萬聖夜似的年度活动的启发，开发者计划创作一款黑暗风格的战役设定，而在某独立游戏大会上接触《血污》开发商505游戏后，他们酝酿出了《死亡之地》这一扩展包。
2021年4月20日，免费更新「永不孤单」发行。该更新引入了「挑战岛」合作模式，并增加了新岛屿「贸易之路」。11月16日，Raw Fury和戈登·范·戴克开发的付费内容《王国：两位君主：北欧之地》发行。该扩展包加入了新战役、一种贪婪生物，以及北欧神话风的职业与坐骑。扩展包原声由挪威另类流行乐团Kalandra谱写；他们大量借鉴了斯堪的纳维亚和凯尔特音乐，并使用了手搖琴和摩拉赫帕乐器 。新模式「失落之岛」于2023年1月23日更新。此模式中每日随机生成一个挑战岛，玩家需要在72小时内完成挑战。

## 评价
据评论聚合网站Metacritic统计，任天堂Switch版《王国：两位君主》获得「总体好评」。评论多称赞游戏的策略元素。「任天堂世界报道」称游戏配得上《王国》的续作，并向策略游戏爱好者推荐游戏。「Push Square」和「Pocket Tactics」称赞游戏机制简单但设计精心。「GameStar」称虽然君主操控极简，但游戏的策略要素非常丰富。评论还称虽未脱离《王国：新大陆》的套路，但总体而言胜于前作。
评论称赞本作新增的合作模式削减了游戏难度。「Nintendo Life」认为合作模式是有益的新要素，但是玩家自己游玩效果糟糕之后，会感到这个模式是在利用系统漏洞。「任天堂世界报道」称融入第二位君主后，玩家可以把精力分散到多个区域，这一改善强大而富有创意。「游戏革命」称，合作模式鼓励玩家用「剥削手段」赢得游戏，冲淡了初代《王国》中玩家绞尽脑汁谋划策略的气氛。评测人表示，策略压力是系列之魅力所在，而两位君主分担任务的设计消灭了这一特色。
「Push Square」和「Nintendo Life」等评测称游戏节奏沉稳，难讨所有人之欢心。「Kotaku」认为慢节奏和游戏世界很契合，但挫折后的重建工作着实让玩家泄气。有评测对游戏无法控制村民方向而不满，但「Pocket Tactics」认为这不怎么妨碍游戏体验。多篇评测强调游戏的艺术风格与主题。「任天堂世界报道」和「Nintendo Life」称像素画风另人着迷，「Nintendo Life」还指出了游戏的昼夜景色变化，并称宁静的景色征服了玩家。「Pocket Tactics」的评测称游戏发展让他想到中世纪统治者扩张领地的情景，并认为《两位君主》将极简的策略与美感相结合，堪称「非常漂亮的王国管理游戏」。